# 10068 Dodoens
10068 Dodoens eller 1989 CT2 är en asteroid i huvudbältet som upptäcktes den 4 februari 1989 av den belgiske astronomen Eric W. Elst vid La Silla-observatoriet. Den är uppkallad efter botanikern Rembert Dodoens.
Asteroiden har en diameter på ungefär 3 kilometer.